# دریاچه ژیژیتسکویه
دریاچه ژیژیتسکویه (انگلیسی: Lake Zhizhitskoye) یک دریاچه در استان پسکوف کشور روسیه است.